# Hall-Nunatak
Der Hall-Nunatak ist ein Nunatak im westantarktischen Ellsworthland. Im Ellsworthgebirge ragt er 3 km südöstlich des Thomas-Nunatak an einer vereisten Geländestufe am Kopfende des Minnesota-Gletschers auf.
Ein Geologenteam der University of Minnesota, welches das Ellsworthgebirge zwischen 1963 und 1964 erkundete, benannte den Nunatak. Namensgeber ist George S. Hall, Leiter einer Hubschraubercrew des 62. Transportation Corps Detachment der United States Army zur logistischen Unterstützung des Geologenteams.